# Bassecourt
Bassecourt (antiguamente en alemán Altdorf) es una localidad y antigua comuna suiza del cantón de Jura, localizada en el distrito de Delémont. Desde el 1 de enero de 2013 hace parte de la comuna de Haute-Sorne.

## Historia
La primera mención escrita de Bassecourt data de 1160 bajo el nombre de Baressicort. La comuna mantuvo su autonomía hasta el 31 de diciembre de 2012. El 1 de enero de 2013 pasó a ser una localidad de la comuna de Haute-Sorne, tras la fusión de las antiguas comunas de Bassecourt, Courfaivre, Glovelier, Soulce y Undervelier.

## Geografía
La antigua comuna limitaba al norte con la comuna de Develier, al este con Courfaivre, al sur con Undervelier, y al oeste con Glovelier y Boécourt.

## Transportes
Ferrocarril
Cuenta con una estación ferroviaria en la que efectúan parada trenes regionales que la unen con Delle y Biel/Bienne, así como trenes de cercanías pertenecientes a la red S-Bahn Basilea.

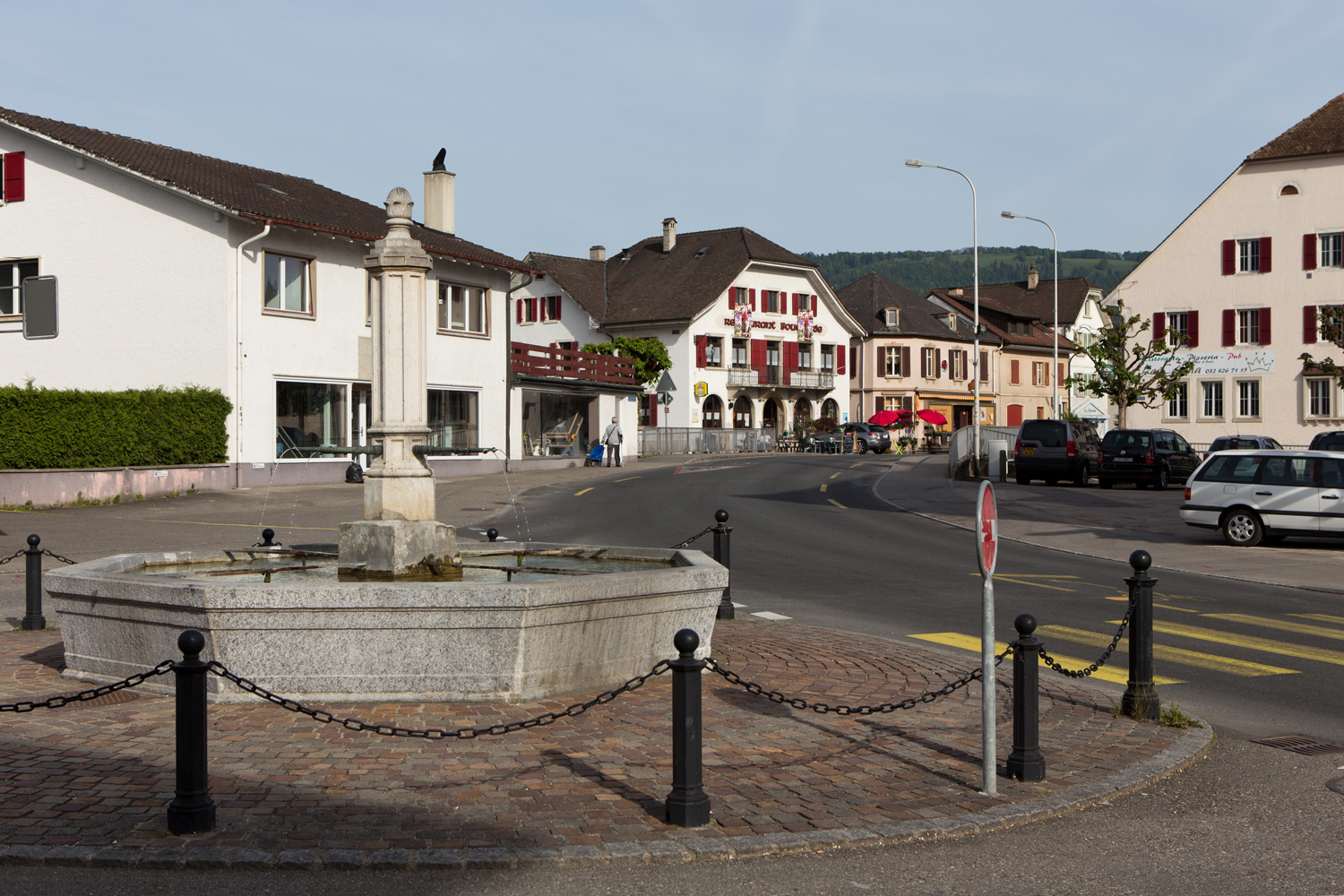
Vista de Bassecourt.